# Zdeněk Šír
Zdeněk Šír (13. října 1912 Nové Město na Moravě – 7. května 1942 koncentrační tábor Mauthausen) byl český odbojář popravený nacisty.

## Život
Zdeněk Šír se narodil 13. října 1912 v Novém Městě na Moravě v rodině Karla Šíra, zdejšího stavitele. Byl členem Skauta a místního hokejového a fotbalového týmu. V Novém Městě na Moravě vystudoval gymnázium, poté pokračoval ve studiu na důstojnické škole v Olomouci. Chtěl se rovněž jako jeho otec a starší bratr věnovat stavebnictví, zakoupil pozemky východně od města a plánoval zde vybudovat kamenolom. Záměr ale nestihl realizovat. Bezprostředně po německé okupaci v březnu 1939 vstoupil do vojenské odbojové organizace Obrana národa a to pravděpodobně na výzvu profesora Masarykovy univerzity Antonína Šimka, který do Nového Města často jezdil. Za protinacistickou činnost v Obraně národa byl Zdeněk Šír byl dne 18. prosince 1941 zatčen gestapem a brutálně vyslýchán. Jména svých spolupracovníků ale nevyzradil, nedošlo k zatčení žádného z nich. Stanný soud v Brně jej 13. ledna 1942 odsoudil k trestu smrti, který byl vykonán dne 7. května 1942 v koncentračním táboře Mauthausen. Ve stejný den byl na stejném místě popraven i Antonín Šimek.

## Posmrtná ocenění
- Po druhé světové válce byl Zdeňku Šírovi in memoriam udělen Československý válečný kříž 1939.